# Kys en solsort
Kys en solsort er en dansk børnefilm fra 1995, der er instrueret af Lotte Svendsen. Filmen er lavet som en musikvideo med musik af Ole Fick.

## Handling
En pige sidder i stuen sammen med sin mor og far og ser dyreprogrammer på tv. Hun drømmer om at komme helt tæt på dyrene på savannen og i haven. Drømmer om at kysse en solsort.